# Federico Cerruti
Federico Cerruti (Genova, 1º gennaio 1922 – 15 luglio 2015) è stato un collezionista d'arte italiano.

## Biografia
La sua collezione è stato descritta da Artribune una delle migliori raccolte d'Europa.